# Ágætis byrjun
Ágætis byrjun (isl. Dobry początek) – drugi studyjny album islandzkiej grupy Sigur Rós, wydany w Islandii w 1999 roku. Album był pierwszym sukcesem komercyjnym i krytycznym zespołu. Jest to platynowa płyta na Islandii.
Krążek dostał swój tytuł, gdy zespół odegrał utwór tytułowy przyjacielowi – ogłosił on, że jest to "dobry początek".
"Svefn-g-englar" oraz "Ný batterí" zostały wydane jako single, odpowiednio 4 października 1999 i 20 marca 2000. To ten pierwszy zwrócił uwagę w Wielkiej Brytanii na płytę i zespół. Po niespodziewanym sukcesie singla, płyta została wydana w Wielkiej Brytanii w 2000 r.
Stylistycznie, płyta w znacznym stopniu porzuciła dream popowe klimaty debiutu Von, zamieniając je na słynne później dźwięki smyczkowanej gitary i wiele warstw dźwięku. Niespotykana dotąd szerokość i ekspresywność muzyki powodowała, że niektórzy recenzenci określali ją jako "lodowcową".
"Svefn-g-englar" oraz "Viðrar vel til loftárása" doczekały się teledysków, przy czym ten drugi spowodował nieco kontrowersji, jako że przedstawia dwóch chłopców całujących się po zwycięskim meczu piłki nożnej. (Rolę jednego z chłopców zagrała dziewczynka.)
Album składa się z 10 utworów, z których niektóre występują w ukrytej postaci w innych. I tak pierwszy, niezatytułowany utwór zawiera części utworu tytułowego ("Agætis Byrjún") puszczane od tyłu do początku, zaś ostatni utwór, "Avalon", zawiera sekcję fugi z "Starálfur" spowolnioną czterokrotnie. "Olsen Olsen" jest śpiewany w wymyślonym języku zwanym Vonlenska (isl. język nadziei), który występuje we wszystkich utworach z kolejnej płyty zespołu, ( ).

## Lista utworów
Źródło.
1. Intro/Nujryb Sitæga" (1:36)
2. "Svefn-g-englar" (10:04) ("Somnambulicy")
3. "Starálfur" (6:47) ("Patrzący elf")
4. "Flugufrelsarinn" (7:47) ("Zbawca much")
5. "Ný batterí" (8:11) ("Nowe baterie")
6. "Hjartað hamast (bamm bamm bamm)" (7:11) ("Serce bije (bam bam bam)")
7. "Viðrar vel til loftárása" (10:18) ("Dobra pogoda na naloty" [lotnicze])
8. "Olsen Olsen" (8:03) (Nazwa popularnego batona z Islandii zrobionego z lukrecji, marcepanu i czekolady.)
9. "Ágætis byrjun" (7:56) ("Dobry początek")
10. "Avalon" (4:00)